# Spáňov
Spáňov (en allemand : Spanow, précédemment : Spaniow) est une commune du district de Domažlice, dans la région de Plzeň, en République tchèque. Sa population s'élevait à 188 habitants en 2017.

## Géographie
Spáňov se trouve à 5 km au sud-est du centre de Domažlice, à 46 km au sud-ouest de Plzeň et à 128 km à l'ouest-sud-ouest de Prague.
La commune est limitée par Zahořany au nord, par Kout na Šumavě à l'est et au sud, par Mrákov au sud, et par Domažlice à l'ouest.

## Histoire
La première mention écrite de la localité date de 1372.